# Campionato egiziano di football americano
Il campionato egiziano di football americano è una competizione che riunisce l'élite dei club egiziani di football americano dal 2014. L'organizzatore del campionato e delle squadre nazionali è la Federazione Egiziana di Football Americano (EFAF).
Questa competizione si disputa con una stagione regolare con girone all'italiana, seguita dai play-off con una finale soprannominata Egyptian Bowl.

## Formato
Il campionato attuale si disputa in categoria unica (ENFL).
Fino al 2017 il campionato ufficiale era organizzato dalla ELAF (Egyptian League of American Football), la cui finale era denominata Pharaohs Bowl. Nel 2015 la ELAF non ha organizzato la competizione, lasciando quindi la ENFL come campionato nazionale de facto per quella stagione.
Il gioco si svolge con le regole della EFAF che si basano sul regolamento della NCAA.

## Stagione 2020
| Egyptian National Football League - AUC Titans - Cairo Bears - Cairo Hellhounds - Cairo Warriors - Cairo Wolves - Gezira Thunder - GUC Eagles - MSA Tigers |

## Finali

### Egyptian League of American Football
| Data            | Pharaohs Bowl          | Vincitore              | Punteggio              | Finalista              |
| --------------- | ---------------------- | ---------------------- | ---------------------- | ---------------------- |
| 2014 (8 maggio) | Pharaohs Bowl I        | Cairo Sharks           | 16-12                  | GUC Eagles             |
| 2015            | Stagione non disputata | Stagione non disputata | Stagione non disputata | Stagione non disputata |
| 2016            |                        | Cairo Sharks           | Vincitori del girone   | Vincitori del girone   |
| 2017 (7 maggio) | Pharaohs Bowl II       | Cairo Hawks            | 28-0                   | Cairo Mustangs         |

### Egyptian National Football League
| Data             | Egyptian Bowl     | Vincitore        | Punteggio | Finalista        |
| ---------------- | ----------------- | ---------------- | --------- | ---------------- |
| 2015 (1º maggio) | Egyptian Bowl I   | GUC Eagles       | 26-12     | Cairo Hellhounds |
| 2016 (29 aprile) | Egyptian Bowl II  | GUC Eagles       | 12-10     | Cairo Hellhounds |
| 2017 (7 aprile)  | Egyptian Bowl III | GUC Eagles       | 27-6      | MSA Tigers       |
| 2018 (11 maggio) | Egyptian Bowl IV  | Cairo Hellhounds | 12-0      | Cairo Wolves     |
| 2019 (3 maggio)  | Egyptian Bowl V   | GUC Eagles       | 40-0      | MSA Tigers       |
| 2021 (2 luglio)  | Egyptian Bowl VII | Cairo Hellhounds | 21-13     | Cairo Bears      |

## Squadre per numero di campionati vinti
Le tabelle seguenti mostrano le squadre ordinate per numero di campionati vinti nelle diverse leghe.

### Egyptian League of American Football
|   | Squadra      | Anni       |
| - | ------------ | ---------- |
| 2 | Cairo Sharks | 2014, 2016 |
| 1 | Cairo Hawks  | 2017       |

### Egyptian National Football League
|   | Squadra          | Anni                   |
| - | ---------------- | ---------------------- |
| 4 | GUC Eagles       | 2015, 2016, 2017, 2019 |
| 2 | Cairo Hellhounds | 2018, 2021             |